# UFC Fight Night: Vettori vs. Dolidze 2
UFC Fight Night: Vettori vs. Dolidze 2（ユーエフシー・ファイトナイト：ヴェットーリ・バーサス・ドリーゼ・ツー、別名UFC Fight Night 254、UFC on ESPN+ 112）は、アメリカ合衆国の総合格闘技団体「UFC」の大会の一つ。2025年3月15日、ネバダ州ラスベガスのUFC APEXで開催された。

## 大会概要
本大会はマーヴィン・ヴェットーリとロマン・ドリーゼのミドル級戦が組まれた。

## 試合結果

### プレリミナリーカード
第1試合 女子フライ級 5分3R
○  カーリ・ジュディス vs.  ジュネイジー・ドゥベン ×
1R 1:40 TKO（左ハイキック→パウンド）
第2試合 女子バンタム級 5分3R
○  プリシラ・カショエイラ vs.  ジョジアニ・ヌネス ×
1R 2:46 KO（右アッパー→パウンド）
第3試合 フライ級 5分3R
○  アンドレ・リマ vs.  ダニエル・バレス ×
3R 3:05 リアネイキドチョーク
第4試合 女子ストロー級 5分3R
○  サム・ヒューズ vs.  ステファニー・ルシアーノ ×
3R終了 判定2-1（29-28、28-29、29-27）
第5試合 バンタム級 5分3R
○  カルロス・ヴェラ vs.  ジョサイアス・ムササ ×
1R 3:16 リアネイキドチョーク
第6試合 バンタム級 5分3R
○  ユ・スヨン vs.  AJ・カニンガム ×
3R終了 判定3-0（30-27、30-27、30-27）
第7試合 ヘビー級 5分3R
○  ワルド・コルテス・アコスタ vs.  ライアン・スパン ×
2R 4:48 KO（左フック→パウンド）

### メインカード
第8試合 フェザー級 5分3R
○  ケビン・ヴァシェホス vs.  チェ・スンウ ×
1R 3:09 TKO（右ストレート→パウンド）
第9試合 210.5ポンド契約 5分3R
○  ブレンドソン・ヒベイロ vs.  ディヤル・ヌルゴジャイ ×
2R 1:28 キムラロック
※ヌルゴジャイの体重超過によりライトヘビー級から変更。
第10試合 バンタム級 5分3R
○  ダモン・ブラックシア vs.  コーディ・ギブソン ×
2R 4:09 キムラロック
第11試合 ライト級 5分3R
○  アレクサンダー・ヘルナンデス vs.  カート・ホロボー ×
3R終了 判定3-0（29-28、30-27、29-28）
第12試合 172.25ポンド契約 5分3R
○  チディ・エンジョクアニ vs.  エリゼウ・ザレスキ・ドス・サントス ×
2R 2:19 TKO（左膝蹴り→グラウンドの肘打ち連打）
※エンジョクアニの体重超過によりウェルター級から変更。
第13試合 ミドル級 5分5R
○  ロマン・ドリーゼ vs.  マーヴィン・ヴェットーリ ×
5R終了 判定3-0（49-46、49-46、49-46）

### 各賞
ファイト・オブ・ザ・ナイト：該当無し
パフォーマンス・オブ・ザ・ナイト：カルロス・ヴェラ、アンドレ・リマ、プリシラ・カショエイラ、カーリ・ジュディス
各選手にはボーナスとして5万ドルが授与された。

### カード変更
負傷などによるカードの変更は以下の通り。